# 意識の境界問題
意識の境界問題（いしきのきょうかいもんだい、Boundary Problem of Consciousness）とは、私達が持つ意識体験の境界はどのようにして決まっているのかという問題。哲学の一分科である心の哲学において、意識のハードプロブレムと関わる問題のひとつとして議論される。
もう少し詳しく言うと、これは現象的意識が宇宙のある中間的なレベルで境界をもって、統一されつつ個別化されているのはどのようにしてなのか、という問いで、2004年にアメリカの哲学者グレッグ・ローゼンバーグによってこの名前が与えられた。カナダの哲学者ウィリアム・シーガーはほぼ同等の問いを1995年に組み合わせ問題という名で定式化している（ただしシーガーの場合は汎経験説を前提した上での問いの設定となっている点で若干異なる）。

## 概要

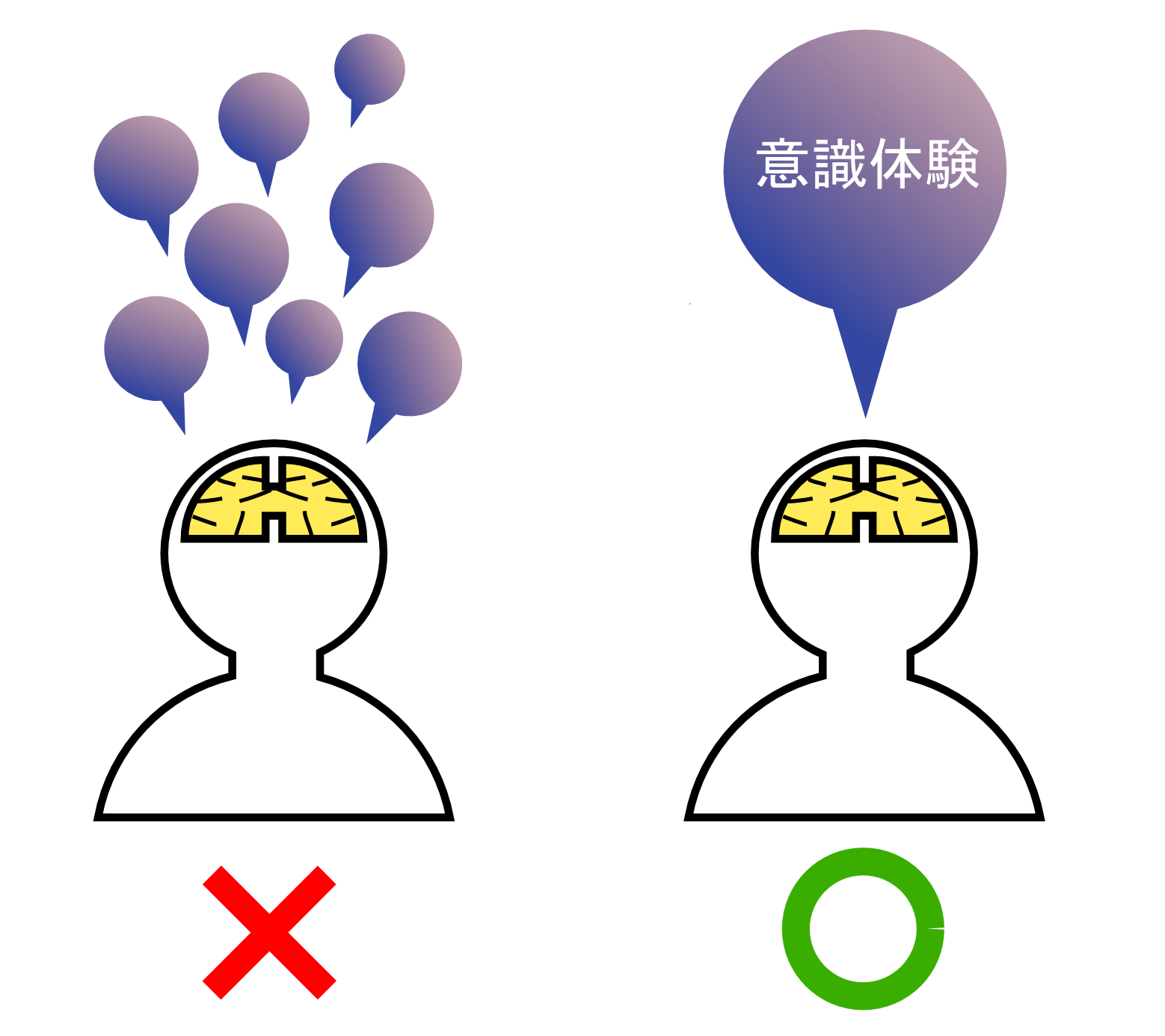
意識体験はバラバラの部分的体験の寄せ集めとしてではなく、統合されたひとつの全体として経験される。

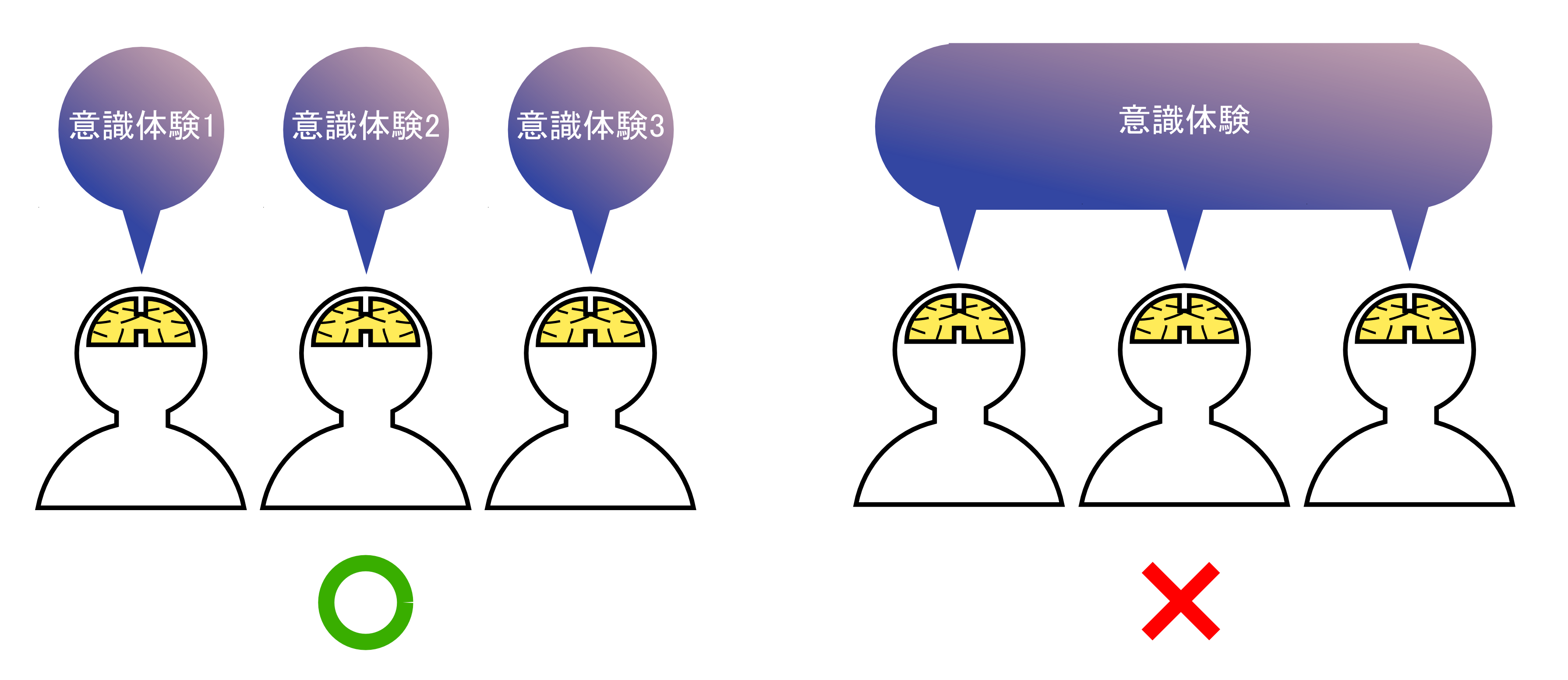
意識体験は境界をもって個別化されている。

境界問題について説明するために、まずいくつかの前提となる概念について説明を行う。

### 意識の統一性
意識の統一性（Unity of Consciousness）とは、意識体験がバラバラの部分の集まりとしてではなく、統一されたひとつの全体として体験されること。例えばあなたが意識的にある画像を「見た」時、画像は全体的に統合されて体験されるのであり、それらを独立して経験されるバラバラの部分的画像、へと分離することはできない。どれだけ頑張ってみても、あなたは形と独立に色を体験することはできないし、また視野の右半分を左半分と別に独立して経験することも出来ない。こうしたことが意識体験の統一性という言葉で意味されていることである。

### 境界と個別化
しかしながらあなたが体験するのはこの世界にある意識体験のごく一部である。例えば隣にいる誰かが酷い虫歯の痛みに苦しめられていたとしても、「あなた」がその痛みを感じるということはないし、また地球の裏側で誰かが幸福の絶頂を噛み締めていたとしても、あなたがその喜びを感じるということはない。つまり意識体験は境界を持って個別化されている。

### 中間レベル
私達の住む宇宙は、素粒子のレベルから、原子、分子、高分子というレベルを経て、細胞、組織、個体、生態系、そして惑星、恒星系、銀河、銀河団、宇宙というレベルまで、様々なレベルで構成される階層性を持っている。その中で私達のもつ意識体験は個体レベルというある特定の中間レベルで統一されている。

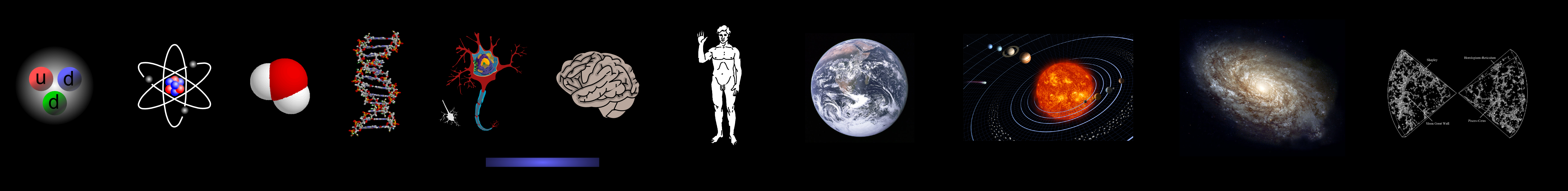
クォークから宇宙の大規模構造まで。一般に、私達の意識体験は、こうしたスケールの階層の中で、神経細胞から脳までに及ぶ、ある特定の中間的スケールの問題として論じられる（図中 青い横線）。これより細かいスケールの物理状態が、意識体験に直接関わってこないように見える現象はグレイン問題と呼ばれる。

## 境界問題

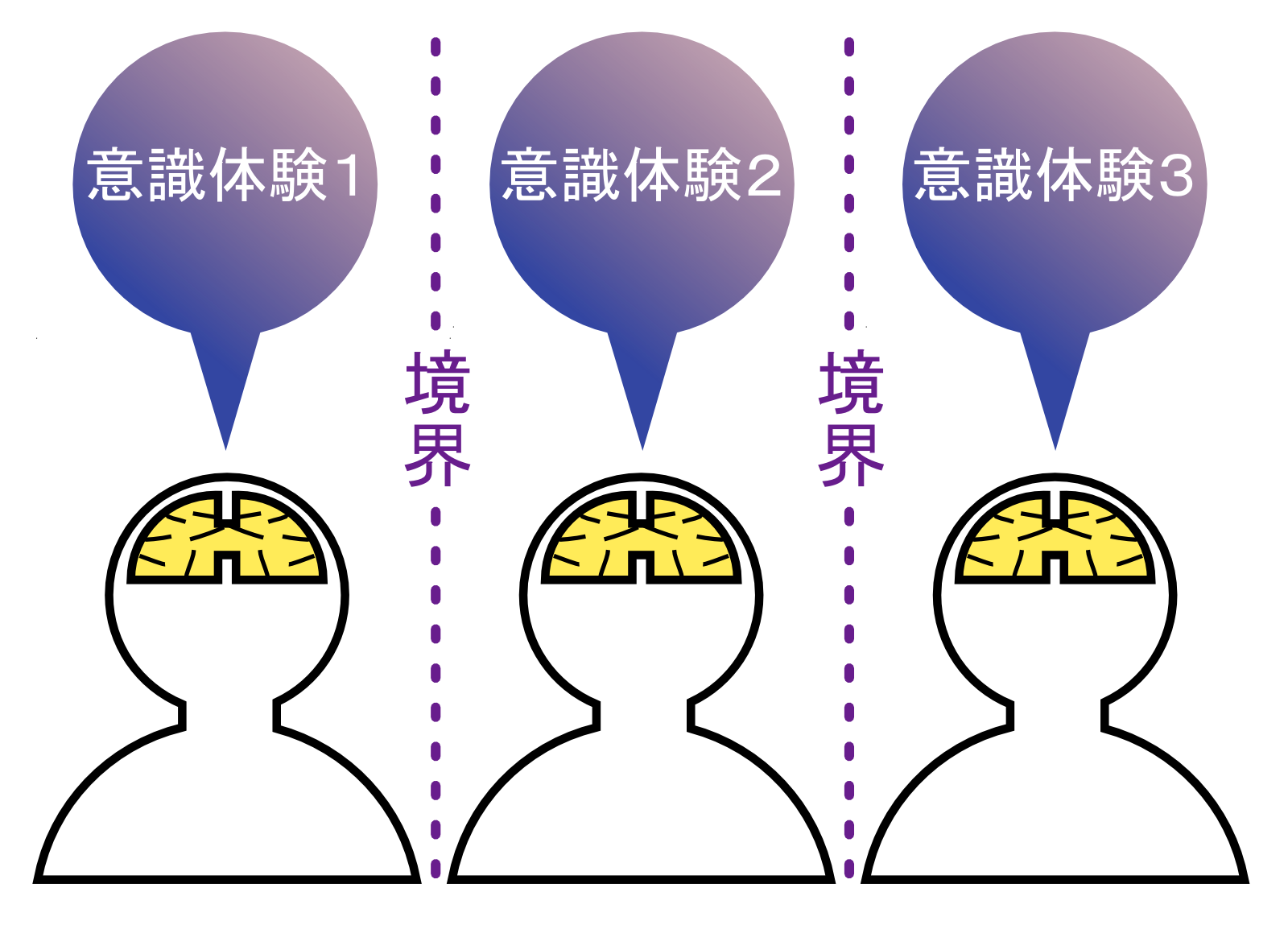
境界問題 意識体験の境界はどのようにして決まっているのか。

ここで境界問題とは、意識の統一と個別化が、なぜ素粒子というこの宇宙の最もミクロのレベルでもなく、宇宙全体という最もマクロなレベルでもなく、脳という宇宙全体の階層構造から見れば中途半端な所に位置するレベルで起きているのか、そして個別化された各意識体験の間の「境界」（Boundary）というのは一体どのようにして決められているのか、という問題である。

## 組み合わせ問題

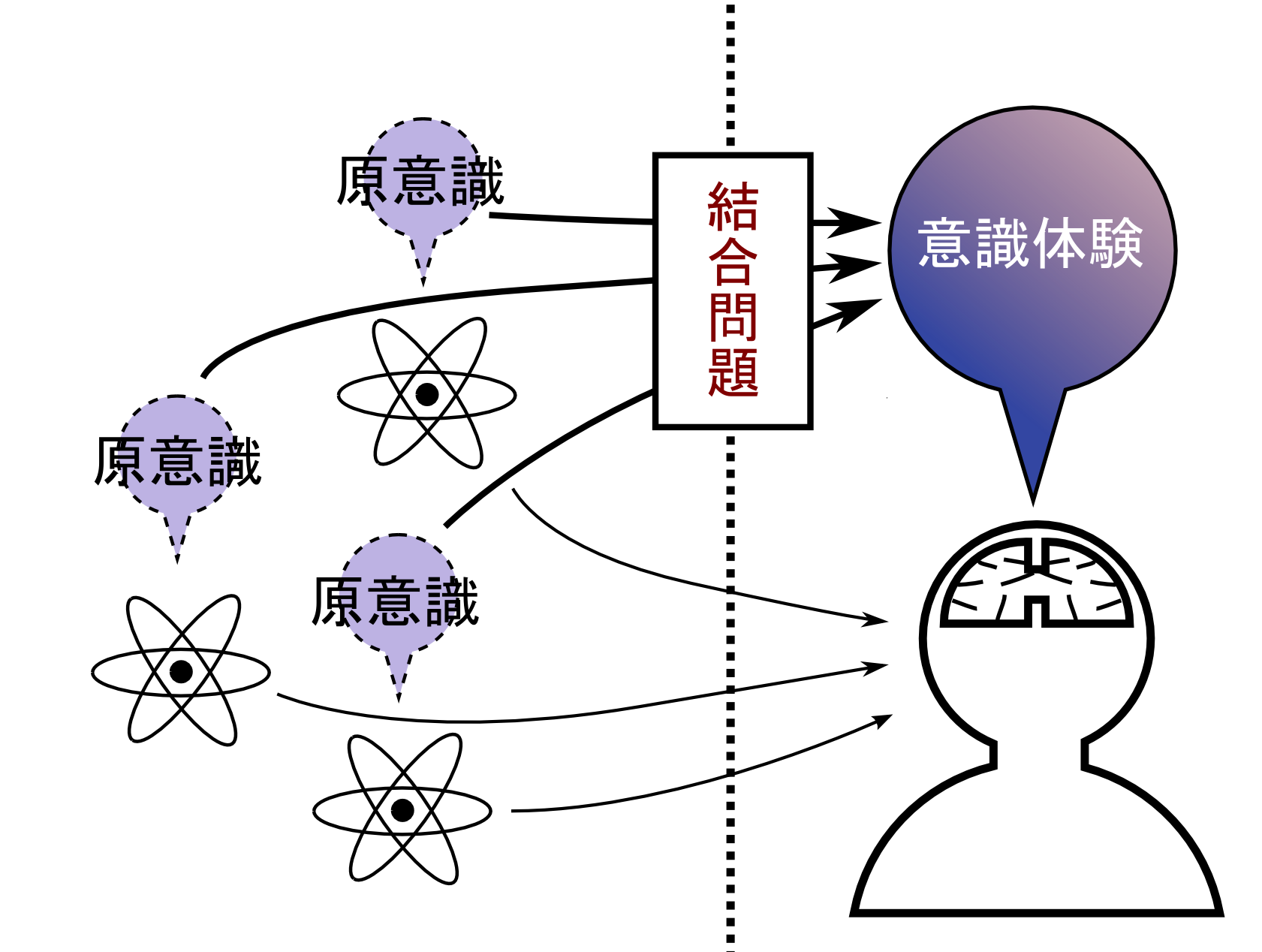
組み合わせ問題：汎経験説を前提した場合に現われる問題。定式化の形は違うが境界問題とほぼ同じ類の問題である。

ほぼ同種の問いをカナダの哲学者シーガーは1995年に組み合わせ問題（Combination problem）として定式化している。シーガーは汎経験説を前提したときのひとつの問題として、この宇宙の基本的な構成要素としてごくごく単純な意識体験のもとのようなもの、原意識、が存在すると仮定したとき、そうした低次の意識体験から、どのようにして私達が持つ高次の意識体験が生みだされるのか、という問題を組み合わせ問題と名づけた。主に汎心論が抱える問題のひとつとして議論される。

## 解の候補
この問題に対する解答は、現象的意識に対して取る哲学的立場により異なったものとなってくる。もしあなたが現象的意識の問題に対して、唯物論または物的一元論などと呼ばれるような立場を取るなら（つまり現象的意識とアウェアネスを存在論的に区別しない立場を取るなら）、この問題は完全な擬似問題である。つまりこの問題に対しては、私達がある特有の方法でアクセス可能な情報の範囲が統一と呼ばれているものの範囲を決めている、といった類の説明を与えるだけで十分である。しかしもしあなたが性質二元論または中立一元論と呼ばれるような立場を取るなら（つまり現象的意識とアウェアネスを存在論的に区別する立場を取るなら）、境界問題に対して何らかの説明を与える必要が出てくる。以下、そうした立場の人々が提出しているアイデアを紹介する。

### ローゼンバーグの形而上学
ローゼンバーグは境界問題を解決するために、因果に関わる独特の形而上学的アイデアを提出している。ローゼンバーグの理論では、世界はレセプティビティー（Receptivity）とエフェクティビティー（Effectivity）という根本的に異なる二つの性質から構成されているとする。エフェクティビティーの具体例としては、例えば電荷、スピン、質量などを挙げている。これらエフェクティビティーはそれぞれ様々な状態を取りうる（つまり自由度を持つ）が、しかしエフェクティビティー同士のみでは相互作用は起こさず、状態も確定しないとする。相互作用を媒介するのはレセプティビティーで、レセプティビティーは複数のエフェクティビティーを『個』（Indivisual）へと結びつける役割を持つ。こうして結び付けられたエフェクティビティー同士は互いの状態を束縛し合い（つまり相互作用する）、互いの状態を確定していき、『個』の持つ独特の性質をもたらす、とする。もっとも基本的な『個』、レベル0の『個』として、ローゼンバーグは素粒子を挙げている。こうしたレセプティビティーによる結びつけは、より高次のレベルへ続いていき、レベル0の『個』同士が結びついてレベル1の『個』を、レベル1の『個』同士が結びついてレベル2の『個』を、それぞれ生み出していくとする。そしてこうした結びつけのどこかのレベルで、人間の持つ意識があるとする。ここで意識体験の境界はレセプティビティーで結び付けられた範囲、すなわち『個』、によって決まっているとし、そして意識体験の内容は個の中で各エフェクティビティが取る状態の配置によって決まっているとしている。ただしローゼンバーグは、こうしたレセプティビティーによる統合の過程はひょっとすると熱力学第二法則と矛盾することになるかもしれない、と述懐している。以上が、ローゼンバーグの理論の概要である。より詳しい点についてはローゼンバーグの著書を参照のこと。

### トノーニの情報統合理論

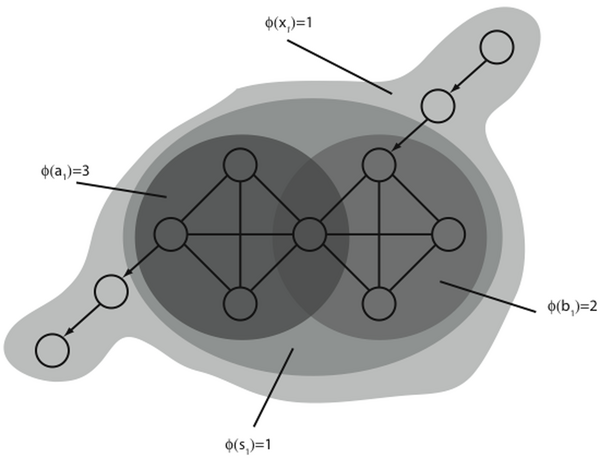
情報統合理論では、系を構成する部分集合の中で最も結びつきの強い部分集合を、メイン・コンプレックスと呼んでいる（図中 一番濃いグレー）。

イタリア出身の神経科学者ジュリオ・トノーニによって提出された意識の情報統合理論（Information Integration Theory of Consciousness）は、意識体験の境界を計算するためのアルゴリズムを含んだ内容となっている。この理論はまだ荒削りで、推測的なレベルの理論に過ぎないが、トノーニは脳内の部分要素間が持つ、相互情報量で計られる情報的つながりが最も強い一群のグループを、メイン・コンプレックス（main complex）と呼び、このメイン・コンプレックスの範囲が人間の持つ意識体験の範囲と対応するのではないか、としている（メイン・コンプレックスとして具体的には視床皮質系が想定されている）。そしてメイン・コンプレックス内での各要素の情報論的な結合関係と活動状態とが、体験される意識経験の内容を決めているのではないか、としている。理論の詳細についてはトノーニの論文を参照のこと。

### 量子脳理論
ケンブリッジ大学の数学者ロジャー・ペンローズとアリゾナ大学のスチュワート・ハメロフは、意識は何らかの量子過程から生じてくると推測している。ペンローズらの「Orch OR 理論」によれば、意識はニューロンを単位として生じてくるのではなく、微小管と呼ばれる量子過程が起こりやすい構造から生じる。この理論に対しては、現在では懐疑的に考えられているが生物学上の様々な現象が量子論を応用することで説明可能な点から少しずつ立証されていて20年前から唱えられてきたこの説を根本的に否定できた人はいないとハメロフは主張している。
臨死体験の関連性について以下のように推測している。「脳で生まれる意識は宇宙世界で生まれる素粒子より小さい物質であり、重力・空間・時間にとわれない性質を持つため、通常は脳に納まっている」が「体験者の心臓が止まると、意識は脳から出て拡散する。そこで体験者が蘇生した場合は意識は脳に戻り、体験者が蘇生しなければ意識情報は宇宙に在り続ける」あるいは「別の生命体と結び付いて生まれ変わるのかもしれない。」と述べている。